# El regreso de Mary Poppins
El regreso de Mary Poppins (título original en inglés: Mary Poppins Returns) es una película de género musical, fantasía y comedia dirigida por Rob Marshall y escrita por David Magee. Es la secuela de la película de 1964 Mary Poppins. Está protagonizada por Emily Blunt, Lin-Manuel Miranda, Ben Whishaw, Emily Mortimer, Pixie Davies, Joel Dawson, Nathanael Saleh, Julie Walters, Colin Firth y Meryl Streep. Ubicada 25 años después de la película de 1964, retrata a Mary Poppins, la antigua niñera de Jane y Michael Banks, visitándolos de nuevo tras una gran tragedia familiar.
La película se anunció oficialmente en septiembre de 2015. Marshall fue contratado más tarde ese mes, y Emily Blunt y Lin-Manuel Miranda fueron elegidos como parte del elenco en febrero de 2016. La filmación duró de febrero a julio de 2017, y tuvo lugar en los Estudios Shepperton en Surrey, Reino Unido.
Su estreno fue el 21 de diciembre de 2018, resultando ser una de las películas con tiempos de espera más largos entre secuelas de la historia.

## Sinopsis
"Londres, años 30, durante la era de la Gran Depresión. Los hermanos Michael (Ben Whishaw) y Jane Banks (Emily Mortimer), los personajes a quienes conocimos como niños en Mary Poppins, han crecido. Ahora viven juntos con los tres hijos de Michael y su sirvienta Ellen (Julie Walters) en el 17 de la Calle del Cerezo.
Después de que el joven sufra una dramática pérdida personal, la mágica niñera Mary Poppins (Emily Blunt) volverá a entrar en las vidas de la familia Banks, junto al optimista farolero Jack (Lin-Manuel Miranda). Con el propósito de ayudar a que la familia redescubra la alegría y la fantasía que falta en sus vidas, Mary Poppins utilizará sus habilidades mágicas únicas para llevarles a un nuevo mundo colorido lleno de personajes peculiares como su excéntrica prima Topsy (Meryl Streep)."

## Argumento
En la década de 1930, en Londres, Michael Banks vive en la casa de su infancia con sus tres hijos, Annabel, John y Georgie, después de la muerte de su esposa un año antes. Michael ha tomado un préstamo de su trabajo, el Fiduciario Fidelity Bank, y tiene tres meses de atrasos en pagos. Wilkins, el nuevo presidente corrupto del banco, envía asociados para advertirle que su casa será embargada si el préstamo no se paga en su totalidad antes del viernes. Michael y su hermana Jane recuerdan que su padre les dejó acciones en el banco que deberían cubrir el préstamo, y buscan en la casa el certificado de las acciones. Durante la búsqueda, Michael encuentra su vieja cometa de la niñez y se deshace de ella.
Los hijos de Michael visitan un parque y Georgie, que ha encontrado la cometa, la vuela, cuando Mary Poppins desciende del cielo con la cometa en la mano. Lleva a los niños a casa y anuncia que se hará cargo de ellos como su niñera. Hace un baño para los tres niños, que los lleva a aventuras submarinas.
Michael visita el banco buscando pruebas de sus acciones, pero Wilkins niega que haya registros antes de destruir la página del libro de contabilidad. Annabel y John deciden vender el cuenco «invaluable» de su madre para pagar al deuda, Georgie intenta detenerlos, y el cuenco se daña mientras los tres pelean por él. Jack, un farolero, saluda a Mary Poppins y se une a ella y a los niños en un viaje a la escena que decora el cuenco. Durante su visita al Royal Doulton Music Hall, Georgie es secuestrado por un lobo, una comadreja y un tejón que están recuperando sus pertenencias, mientras Annabel y John se disponen a rescatarlo. Lo hacen con éxito, se caen del borde del cuenco y se despiertan en sus camas. Inicialmente piensan que su experiencia fue un sueño, pero luego se dan cuenta de que fue real.
Los niños visitan a Topsy, la prima de Mary Poppins, con la esperanza de que repare el cuenco, y terminan aprendiendo que el cuenco tiene muy poco valor monetario. Le llevan a Michael su maletín en el banco, donde escuchan a Wilkins hablar sobre la confiscación prevista de su casa. Creyendo que él y sus asociados son la misma pandilla de animales que lo secuestraron, Georgie interrumpe la reunión. Michael se enfada con los niños por poner en riesgo la casa y su trabajo. Mary Poppins lleva a los niños a casa, guiados por Jack y sus compañeros faroleros que le enseñan a los niños su rima. Los niños consuelan a un Michael desesperado, y los cuatro se reconcilian.
Cuando se acerca la medianoche del viernes, los Banks se preparan para mudarse de su casa. Mientras examina su antigua cometa, Michael descubre que Georgie había usado el certificado de las acciones que faltaba para repararla. Michael y Jane corren al banco mientras Mary Poppins y los niños van con Jack y los faroleros al Big Ben para "retroceder el tiempo". Después de escalar la torre del reloj, lo retroceden cinco minutos, dándoles a Michael y Jane el tiempo suficiente para llegar al banco. Sin embargo, Wilkins no quiere aceptar el certificado, ya que parte del mismo aun no se encuentra. El tío mayor de Wilkins y el anterior presidente del banco, el Sr. Dawnes Jr, llega y despide a Wilkins en el acto por sus prácticas comerciales corruptas. Él revela a que Michael tiene muchos activos para cubrir el préstamo, a saber, los dos peniques invertidos juiciosamente que había depositado años atrás.
Al día siguiente, los Banks visitan el parque, donde la feria está en pleno apogeo. Compran globos que los llevan al aire, donde se les une Jack y muchos otros. A su regreso a casa, Mary Poppins anuncia que es hora de que se vaya. Michael y Jane le agradecen mientras su paraguas la lleva de regreso al cielo.

## Reparto
Actores de Acción Viva
- Emily Blunt como Mary Poppins.[4][5]
- Lin-Manuel Miranda como Jack.[6]
- Ben Whishaw como Michael Banks.[7]
- Emily Mortimer como Jane Banks.[8]
- Nathanael Saleh como John Banks.
- Pixie Davies como Annabel Banks.[9]
- Joel Dawson como Georgie Banks.
- Julie Walters como Ellen.[10]
- Meryl Streep como Topsy Poppins.[11]
- Colin Firth como William Weatherall Wilkins.[12]
- Dick Van Dyke como Mr. Dawes Jr.[13][14]
- Angela Lansbury como la señora de los globos.[13][15]
- David Warner como el almirante Boom.
- Jeremy Swift como Gooding.

Actores de Voz
- Edward Hibbert como el Loro Paraguas. David Tomlinson dio voz a este personaje en la película de 1964
- Chris O'Dowd como Shamus, el cochero. O'Dowd da voz a este personaje irlandés, el cual es un perro antropomorfo animado, además de ser un cochero.
- Mark Addy como Clyde El Caballo. Es un caballo zoomorfo animado con un acento de York. Cabe destacar que tiene una voz de Bajo.

## Producción

### Desarrollo
El 14 de septiembre de 2015 se anunció que se había empezado a desarrollar una nueva película sobre Mary Poppins y que estaría ambientada veinte años después de la primera, tomando una narrativa aparte basada en los libros. Rob Marshall fue contratado para el puesto de director, mientras que John DeLuca y Marc Platt producirán junto con Marshall. David Magee trabajó en el guion.

### Casting
El 18 de febrero de 2016, Emily Blunt fue elegida para actuar en el titular de la secuela. El 24 de febrero de 2016, Lin-Manuel Miranda fue elegido para actuar el papel de Jack, mientras también escribía canciones para la película. Marshall dirigiría la película. En abril de 2016, Disney confirmó oficialmente que la película estaba en desarrollo y que Blunt y Miranda serían los protagonistas. En mayo, Disney anunció que el título de la película sería Mary Poppins Returns. En julio de 2016, Meryl Streep participó en el papel de la prima Topsy, y en el mes siguiente, Ben Whishaw reveló que participaría para el papel del ya mayor Michael Banks. En septiembre, se confirmó que Streep formaría parte del reparto. El mes siguiente, Emily Mortimer participó para el papel de la mayor Jane Banks, y Colin Firth se unió a la película como William Weatherall Wilkins, presidente del Fidelity Fiduciary Bank. En febrero de 2017 Angela Lansbury fue oficialmente confirmada para el papel de Balloon Lady. A Julie Andrews, quien protagonizó a Poppins en la película de 1964, se le ofreció realizar un cameo en la secuela, pero declinó la oferta, ya que ella quería que fuera "el show de Emily". De la misma manera, Emily Blunt explicó que, aunque esta película se trata de una secuela de la de 1964, su interpretación de Mary Poppins no se basa del todo en la interpretación de Julie Andrews sino en los libros de Pamela Lyndon Travers, es decir, será un poco más tosca y vanidosa. Karen Dotrice, quien interpretó a Jane Banks en la película original, aparece en la película realizando un cameo, siendo la señora que se encuentra en la calle con la Jane Banks actual y con Jack y les dice que está buscando la casa Nº19.

### Filmación
La fotografía principal en la película comenzó el 10 de febrero de 2017, en los Shepperton Studios en Surrey, Reino Unido. Miranda dijo al The New York Times por teléfono desde Londres: Estoy en medio de un trabajo de ensueño bailando con Emily Blunt todo el día y muy agradecido de estar aquí

### Música
La banda sonora de la película está compuesta por Marc Shaiman. Las canciones fueron escritas por Shaiman con letras de Scott Wittman. Aunque la banda sonora se lanzará físicamente el 7 de diciembre de 2018, ya se han revelado algunos de los títulos de las canciones del filme, entre las que pudieran mencionarse se encuentran 'The Place Where Lost Things Go', 'The Royal Doulton Music Hall' y 'Trip A Little Light Fantastic'.

## Lanzamiento
Inicialmente, el lanzamiento de Mary Poppins Returns estaba programado para el 25 de diciembre de 2018. No obstante, el 10 de julio de 2018, la compañía anunció que su estreno se adelantaría una semana, es decir, para el 19 de diciembre.

### Mercadotecnia
El primer adelanto publicitario fue estrenado en la Nonagésima entrega de los Premios de la Academia, ocurrida el 4 de marzo de 2018, además de estrenarse el primer póster oficial. Asimismo, el 17 de septiembre, fue estrenado el primer tráiler oficial de la película. Un tercer vídeo promocional de la película fue estrenado el 22 de octubre, en el cual se aprecian nuevas escenas y se muestra un fragmento de una de las canciones que formará parte de la banda sonora, titulada 'Can You Imagine That'.

## Recepción
Mary Poppins Returns ha recibido reseñas mayormente positivas de parte de la crítica y de la audiencia. En el sitio web especializado Rotten Tomatoes, la película posee una aprobación de 80%, basada en 379 reseñas, con una calificación de 7.3/10 y con un consenso crítico que dice: «Mary Poppins Returns se basa en la magia de su clásico antecesor para lanzar un hechizo familiar —pero aún así sólidamente efectivo— y amigable para la familia.» De parte de la audiencia tiene una aprobación de 65%, basada en 5000 votos, con una calificación de 3.6/5.
El sitio web Metacritic le ha dado a la película una puntuación de 66 de 100, basada en 54 reseñas, indicando «reseñas generalmentes favorables». Las audiencias encuestadas por CinemaScore le han dado a la película una «A-» en una escala de A+ a F, mientras que en el sitio IMDb los usuarios le han dado una calificación de 6.7/10, sobre la base de 88 838 votos. En la página FilmAffinity la cinta tiene una calificación de 5.5/10, basada en 8730 votos.

## Premios y nominaciones

#### American Film Institute
| Categoría        | Resultado |
| ---------------- | --------- |
| Película del Año | [ 32 ]    |

#### Premios Oscar
| Categoría                  | Nominados                                                                          | Resultado |
| -------------------------- | ---------------------------------------------------------------------------------- | --------- |
| Mejor Banda Sonora         | Marc Shaiman                                                                       | Nominada  |
| Mejor Canción Original     | "The Place Where Lost Things Go" (Lo que se extravió) Marc Shaiman y Scott Wittman | Nominada  |
| Mejor Diseño de Producción | John Myhre                                                                         | Nominada  |
| Mejor Vestuario            | Sandy Powell                                                                       | Nominada  |

#### Globos de Oro
| Categoría                          | Nominados                             | Resultado |
| ---------------------------------- | ------------------------------------- | --------- |
| Mejor Película - Comedia o Musical | Rob Marshall, John DeLuca, Marc Platt | Nominada  |
| Mejor Actriz - Comedia o Musical   | Emily Blunt                           | Nominada  |
| Mejor Actor - Comedia o Musical    | Lin-Manuel Miranda                    | Nominada  |
| Mejor Banda Sonora                 | Marc Shaiman                          | Nominada  |

#### Premios de la Crítica Cinematográfica
| Categoría                   | Nominados                                               | Resultado |
| --------------------------- | ------------------------------------------------------- | --------- |
| Mejor Película              | Rob Marshall, John DeLuca, Marc Platt                   | Nominada  |
| Mejor Actriz                | Emily Blunt                                             | Nominada  |
| Mejor Actriz en una Comedia | Emily Blunt                                             | Nominada  |
| Mejor Diseño de Producción  | John Myhre y Gordon Sim                                 | Nominada  |
| Mejor Vestuario             | Sandy Powell                                            | Nominada  |
| Mejor Banda Sonora          | Marc Shaiman                                            | Nominada  |
| Mejor Canción               | "The Place Where Lost Things Go" (Lo que se extravió)   | Nominada  |
| Mejor Canción               | "Trip a Little Light Fantastic" (Da un pasito luminoso) | Nominada  |
| Mejores Efectos Visuales    |                                                         | Nominada  |

#### Premios del Sindicato de Actores
| Categoría                     | Nominados   | Resultado |
| ----------------------------- | ----------- | --------- |
| Mejor Interpretación Femenina | Emily Blunt | Nominada  |

#### Premios BAFTA
| Categoría                  | Nominados               | Resultado |
| -------------------------- | ----------------------- | --------- |
| Mejor Diseño de Producción | John Myhre y Gordon Sim | Nominada  |
| Mejor Música Original      | Marc Shaiman            | Nominada  |
| Mejor Diseño de Vestuario  | Sandy Powell            | Nominada  |